# Pierre Lenfant
Pierre Lenfant, né le 26 août 1704 à Anet et mort le 23 juin 1787 aux Gobelins à Paris, est un peintre français.

## Biographie
Élève de Charles Parrocel, il fut reçu à l’Académie royale de peinture et de sculpture en 1745. Peintre militaire, il exécuta des peintures de batailles et de paysages exposées au Salon du Louvre de 1741 à 1771. Sous le numéro 23 du catalogue de M. de Saint-Yves, se trouvent deux de ses tableaux représentant des escarmouches de cavalerie.
En 1746, il exécuta pour le comte Marc Pierre de Voyer de Paulmy d'Argenson une série de scènes de batailles illustrant les victoires de la guerre de Succession d'Autriche (batailles de Fontenoy et Lawfeld, sièges de Tournai et de Mons, prises d'Ypres et de Menin). La commande était concomitante à celle de Louis XV à Charles Parrocel pour le château de Choisy. La commande du comte d'Argenson sera exposée dans le salon des batailles du château des Ormes où elle demeura jusque dans les années 1970. La commande royale fut en grande partie achevée par Lenfant de 1757 à 1771.
Le château de Versailles conserve quatre de ces batailles pour le roi, déposées dans les années 2000 dans un salon au rez-de-chaussée de l'ancien ministère de la Guerre (actuelle École du Génie) de Versailles : Prise de Menin, Siège de Fribourg, Siège de Tournai et Siège de Mons.
On attribue généralement à Pierre Lenfant le tableau du maître-autel de l’église de Dreux figurant saint Pierre aux liens.

## Famille
Pierre Lenfant épousa le 12 novembre 1748 à Paris Marie Charlotte Luillier, née le 24 février 1704, fille de François Luillier. Elle reçut une pension (86 M. du R. 1724 et 1738) en considération des services de son père auprès du roi pendant plus de 50 ans en matière de décryptage de la correspondance et des dépêches étrangères au ministère des Affaires étrangères.
De cette union, naquit notamment Pierre Charles L'Enfant, son troisième enfant, architecte, devenu architecte militaire, fondateur de la ville de Washington (district de Columbia), capitale des États-Unis, en 1791. Venu avec Lafayette dès 1779, il fut aussi aide de camp du général Washington et major dans l'armée américaine lors de la guerre d'indépendance des États-Unis. Son tombeau en marbre blanc, isolé sur une butte, est visitable au cimetière national d'Arlington, qui accueille tous les présidents et officiers américains.

## Galerie

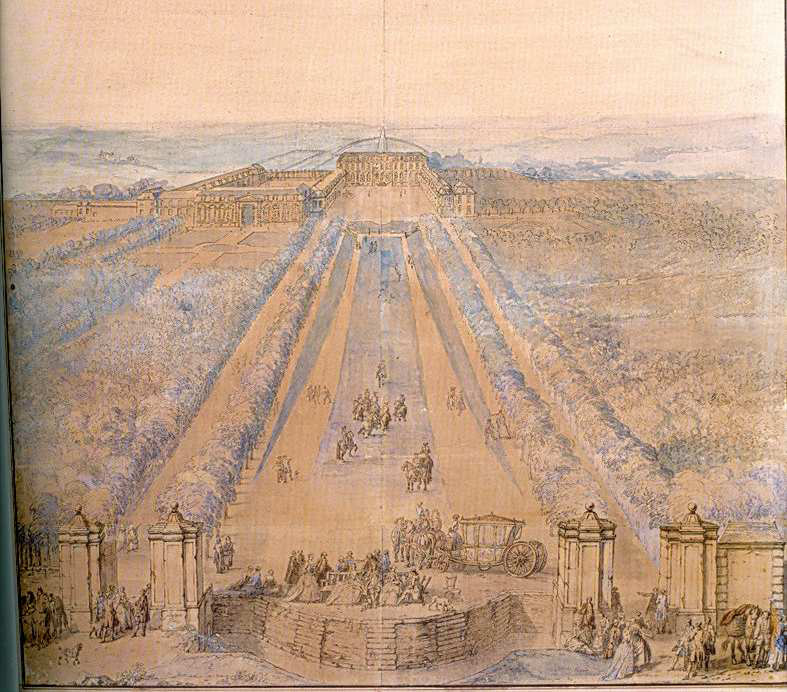
Pierre Lenfant, Vue de Chanteloup prise des portes de la route d'Espagne. 1762
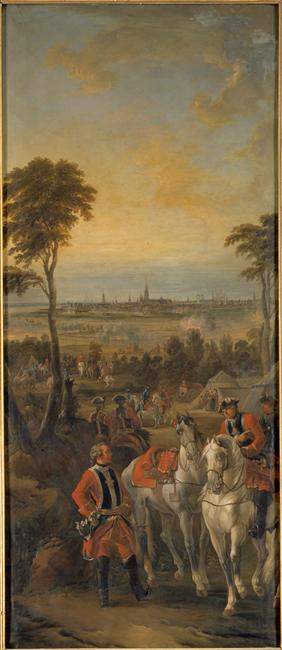
Pierre Lenfant, Campement de mousquetaires en vue du siège de la ville et de la citadelle d'Anvers. 1er juin 1746
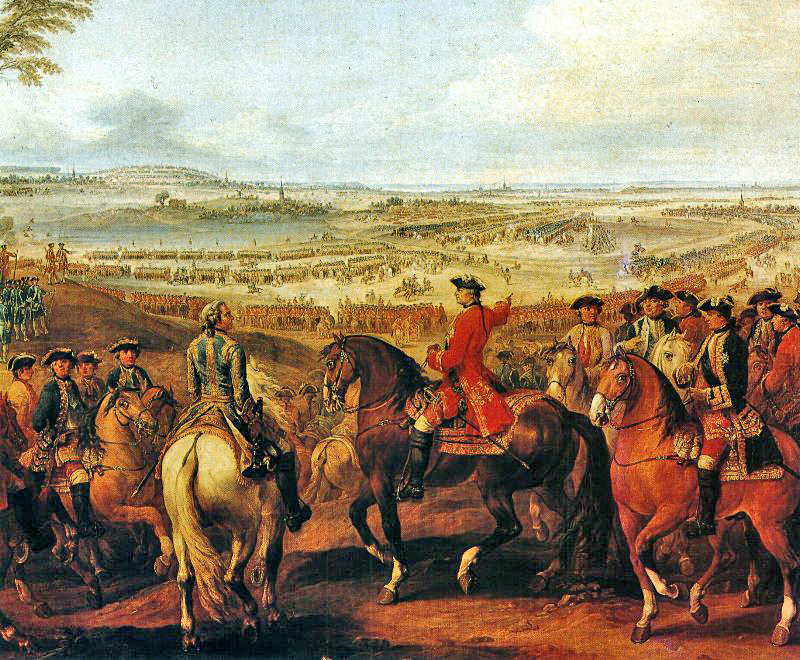
Pierre Lenfant, La bataille de Lauffeld. Avant 1771
Assises de Pierre Lenfant, Musée du Louvre, Paris, France.
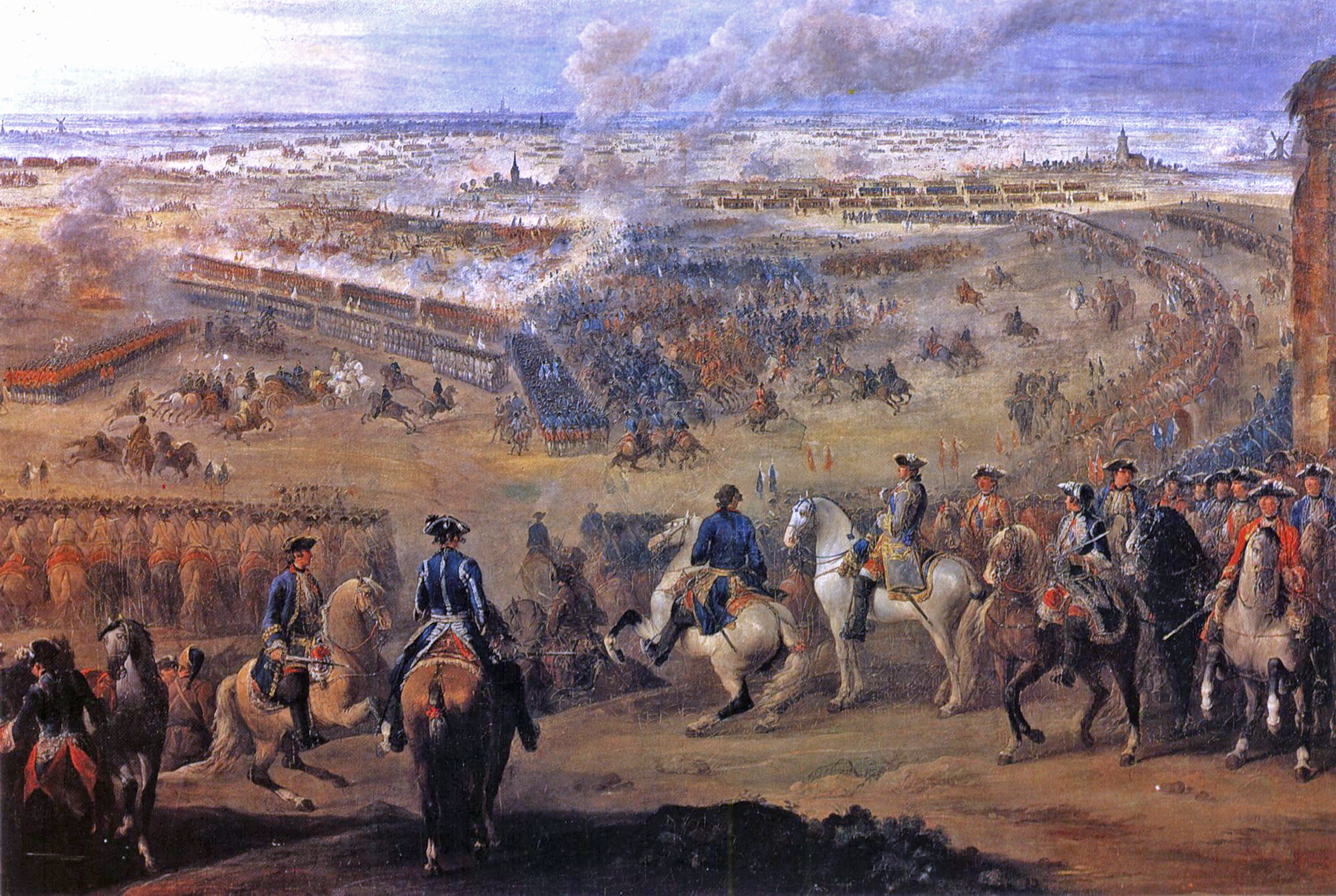
Pierre Lenfant, La bataille de Fontenoy, 1745
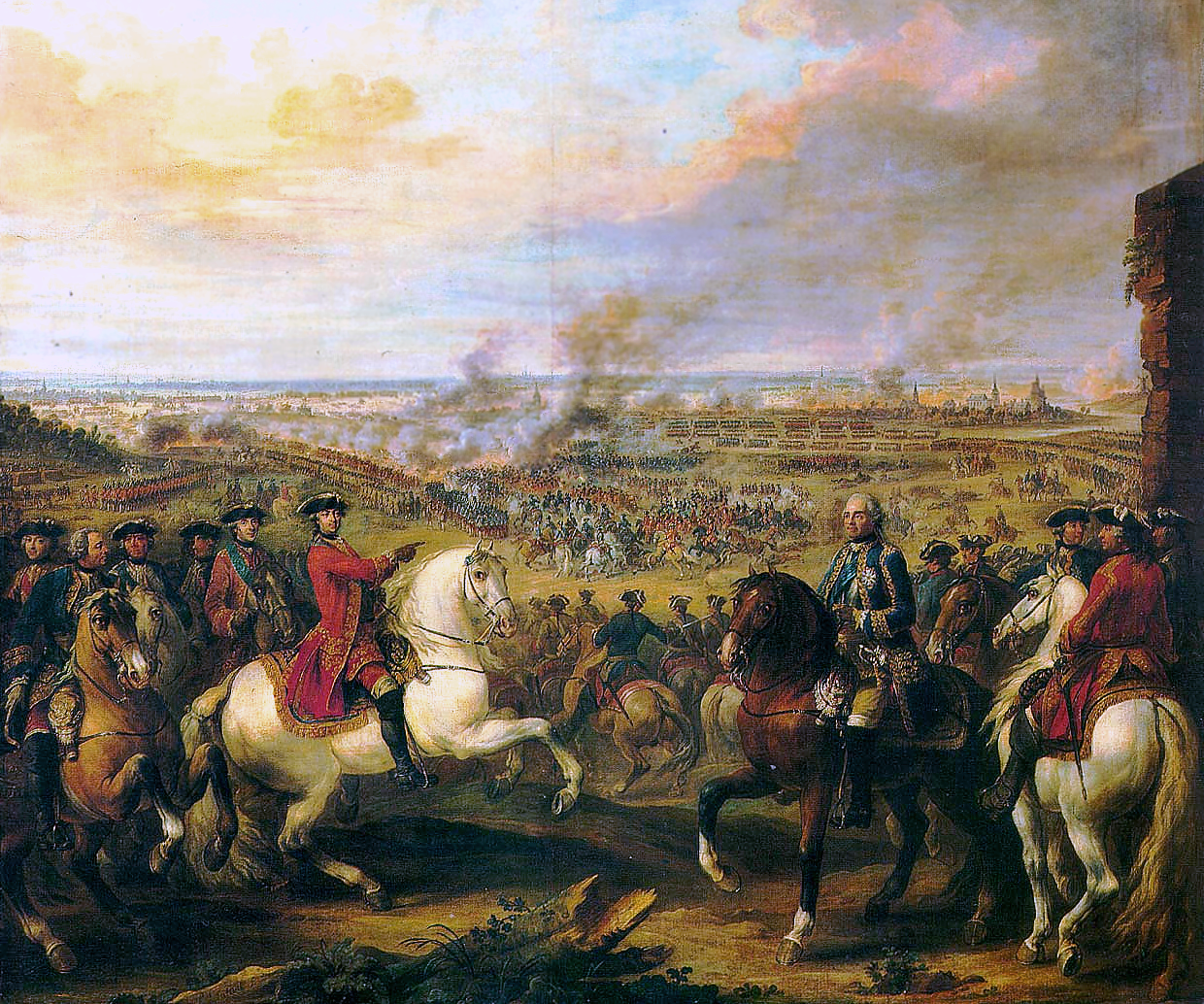
Pierre Lenfant, La bataille de Fontenoy, 1747